# Janne IJmker
Janne IJmker (Tiendeveen, 1962) is een Nederlandse schrijver.

## Biografie
Janne IJmker werd geboren in Tiendeveen en groeide op in een gezin met vijf kinderen. Kort na haar geboorte verhuisde ze naar Utrecht en later naar Houten. Op haar lagere school was ze dol op lezen. Haar favoriete boek was Willem Wijcherts van W.G. van de Hulst sr. Na haar studie aan de Pedagogische Academie in Gouda was ze onderwijzeres op een basisschool. Ze las leerlingen graag voor uit De zeven veren van de papegaai van Paul Biegel, De kinderen van het Achtste Woud van Els Pelgrom en Hidden Doe van het schrijversduo Hadley Irwin. 

## Loopbaan
IJmker begon haar carrière met het schrijven van verhalen in het kinderblad Zeggus en een drietal jeugdboeken. Ze won tweemaal de juryprijs Het Hoogste Woord, namelijk voor Mijn vriend Samuel (2002) en Verdwenen vaders (2004), beide historische fictie. Een derde boek, De toverfluit, verscheen in 2005.
In 2006 verscheen haar eerste roman voor volwassenen. Achtendertig nachten is een op archiefonderzoek gebaseerde historische roman over de Drentse boerin Elsjen Roelofs, die wordt verdacht van het vergiftigen van haar man Jan Alberts. Voor dit boek kreeg ze op 17 maart 2007 een publieksprijs uitgereikt op het Letterfestival in Doorn. Achtendertig nachten werd bovendien opgenomen in de canon CLO 15. Haar boek Wij hadden het leven lief werd in 2016 genomineerd voor de CLO-literatuurprijs.